# Nicolas Girod
Pour les articles homonymes, voir Girod.
Nicolas Girod (1751-1840), est un homme d'affaires, philanthrope et maire de La Nouvelle-Orléans en Louisiane.

## Biographie
Nicolas Girod naît le 24 août 1751 à Cluses (duché de Savoie). Il est le fils de Sylvestre Girod, fermier général du baron d'Alex et bourgeois d'Annecy. Ce dernier s'installe d'ailleurs à Thônes, dans la maison-forte de Regard, où naîtront seize frères et sœurs.
Adulte, il décide de partir vers le Nouveau Monde avec ses frères, Claude-François (1752-1816) et Jean-François (1773-1850), trois de leurs neveux et de nombreux Thonains,. Ils s'établissent en Louisiane. Nicolas Girod y fait fortune dans l'industrie du coton qu'il développe dans la région. Sa famille et lui-même s'enrichissent en mettant en place le négoce et la culture du coton, encore à leur début.
En 1803, la France cède la Louisiane aux Américains. Elle devient le 18e État de l'Union en 1812.
Le 8 octobre 1812, grâce à sa personnalité et à sa popularité, il est élu maire de La Nouvelle-Orléans. Il est remplacé durant un mois, du 6 novembre 1812 au 4 décembre 1812, par son suppléant François Joseph LeBreton Dorgenois, puis réélu le 4 septembre 1814 jusqu'à sa démission le 4 septembre 1815. Durant ses mandats, il accueille le général Jackson avec lequel il avait coopéré lors de la Guerre d'indépendance contre les Britanniques, plus par haine pour les Britanniques que par amour pour les Américains. Il s'illustre pendant le siège de La Nouvelle-Orléans en disposant de sa fortune pour sauver la ville, ce qui lui vaut une lettre de remerciement du fameux général, qui deviendra par la suite Président des États-Unis.
Nicolas Girod était un grand admirateur de Napoléon Ier. En 1821, il fit construire une maison pour l'empereur menacé d'exil dans le Vieux Carré de La Nouvelle-Orléans, à l'angle des rues Saint-Louis et Chartres, qui fut baptisée Maison Napoléon. Nicolas Girod avait même projeté d'enlever Napoléon Bonaparte sur l'île de Sainte-Hélène.
Grand philanthrope, Nicolas Girod laissa un testament olographe, daté du 23 décembre 1837, dans lequel il donnait à la ville de La Nouvelle-Orléans une somme de cent mille dollars. Il laisse les sommes de 500.000 francs afin d'édifier un hospice dans la ville, de 150.000 francs pour les orphelins, de 150.000 francs pour l'hôpital de Charité, 250.000 francs pour le Consul sarde etc.. Il mourut le 1er septembre 1840.